# Intel 80286
Мікропроцесор Intel 80286 — представник другого поколінням 16-розрядних мікропроцесорів, анонсований фірмою Intel 1 лютого 1982 року. Цей пристрій зберігає сумісність з мікропроцесором 8086⁣, бо і 80186, але значно відрізняється від нього по своїх можливостях завдяки наявності додаткових засобів. У порівнянні з 80186 у мікропроцесорі 80286 немає внутрішніх генератора синхронізації, логіки вибору мікросхем, каналів DMA, таймерів і контролера переривань. Замість цього є засоби керування пам'яттю і віртуальною пам'яттю.
Фірма IBM гарантувала широке розповсюдження мікропроцесора 8088, застосувавши його у своєму першому комп'ютері IBM PC. Вона ж забезпечила популярність мікропроцесора 80286, використавши останній у досконалішому персональному комп'ютері IBM PC/AT.
Мікропроцесор має розширену систему команд, яка містить усі команди і8086 (крім «напівлегальної» команди POP CS), кілька нових команд загального призначення та команди керування захистом.
Тактова частота процесора — від 8 до 10 МГц, що забезпечує 2-3 рази вищу швидкодію, ніж у і8086. За допомогою розширеної сегментації максимальний обсяг адресованої фізичної пам'яті збільшено до 16 мегабайтів (24 біти), а віртуальної — до 1 гігабайта для кожної програми.[джерело?] У процесорі реалізовано конвеєрне виконання команд і багатозадачний режим роботи.
Найістотнішою відмінністю від Intel 8086 є механізм керування адресацією пам'яті, що забезпечує 4-рівневу систему захисту і підтримання віртуальної пам'яті, та спеціальні засоби призначені для підтримання механізму перемикання задач.

## Технічні характеристики
- Тактова частота (МГц): залежить від маркування: 80286-6 — 6 МГц, 80286-8 — 8 МГц, 80286-10 — 10 МГц, 80286-12 — 12,5 МГц
- Розрядність регістрів: 16 біт
- Розрядність шини даних: 16 біт
- Розрядність шини адреси: 24 біт
- Обсяг адресованої пам'яті: 16 Мбайт
- Обсяг віртуальної пам'яті: 1 Гбайт
- Кількість транзисторів: 134 000
- Техпроцес (нм): 1500 (1,5 мкм)
- Площа кристала: 49 мм²
- Напруга : +5 В
- Роз'єм: 68-pin
- Корпус: 68-контактний керамічний LCC (R80286), пластиковий LCC (N80286), керамічний PGA (CG80286 або A80286)

## Опис
Мікропроцесор Intel 80286 має 16-бітну шину даних і 24 розрядну адресну шину з котрої в реальному режимі використовуються лише 20 розрядів.
Мікропроцесор має розширену систему команд, яка містить усі команди і8086 (крім «напівлегальної» команди POP CS), кілька нових команд загального призначення та команди керування захистом. 
Процесори i80286 випускали в 68-вивідних корпусах PLCC і PGA. Їх інтерфейс відрізняється від і8086 використанням роздільних шин адрес і даних, конвеєрної адресації, а також складом та призначенням керівних сигналів, передбачено можливість використання математичного співпроцесора і80287.
Шина адреси дозволяє адресувати 16 Мбайт фізичної пам'яті  в захищеному режимі й 1 Мбайт з області молодших адрес — у реальному режимі. З цього правила для реального режиму є два винятки:
- лінії А[20:23] після сигналу RESET на час вибірки коду перебувають в одиничному стані до першої інструкції міжсегментного переходу;
- лінія А20 може приймати одиничні значення, коли поєднання значень сегментного регістра й ефективної адреси призводить до переходу через межу 0FFFFFh (максимально можливі значення фізичної адреси в реальному режимі 10FFFEh). Для забезпечення повної програмної сумісності з і8086 застосовують програмно керований вентиль, що примусово обнуляє лінію А20 системної шини адреси.

### Режими роботи
Процесор і80286 може працювати у двох режимах роботи: реальному, котрий є повністю сумісним з і8086, та захищеному. 
У реальному режимі можлива адресація до 1 Мбайт фізичної пам'яті. За складом і призначенням у реальному режимі регістри i80286 в основному, збігаються з регістрами i8086. Зміни стосуються призначення бітів регістра ознак і можливістю перемикання у захищений режим. У процесі виконання програми МП використовує 6-байтну чергу команд. Відзначимо, що завдяки архітектурі скорочено час виконання команд, тому підпрограми часової затримки на цьому МП працюють швидше ніж на і8086. 
У захищеному режимі мікропроцесор дозволяє адресувати до 16 Мбайт фізичної пам'яті, на які для кожної задачі з використанням механізму сегментної адресації та зовнішніх регістрів сторінок можуть зображатися до 1 Гбайт віртуальної пам'яті. Перемикання у захищений режим здійснюють однією командою (з попередньо підготовленими таблицями дескрипторів). Зворотне перемикання у реальний режим можливе тільки через апаратне скидання мікропроцесора, що вимагає відносно значного часу.

### Регістри

Регістри Мікропроцесора Intel 80286

У процесорі i80286 є програмно доступних регістрів, з них мають таку саму назву як і в i8086, а решта полегшує використання багатозадачних операційних систем. Вміст цих регістрів можна прочитати, або змінити певними командами. Мікропроцесор містить також і «невидимі регістри», які зберігають різну інформацію для роботи процесора та пришвидшують його роботу.
Регістри можна об'єднати в групи за схожістю виконуваних ними функцій. У першу групу, названу групою регістрів загального призначення, входять регістри AX, BX, CX, DX. Вони призначені в основному для збереження даних. Регістри BX і DX можна додатково використовувати як адресні: регістр BX — як адреса зміщення байта чи слова в оперативній пам'яті, регістр DX — як адреса порту вводу-виводу. Кожен з цих регістрів має свої особливості. Наприклад, регістр AX завжди є одним з операндів команди множення, регістр CX використовується як лічильник у команді LOOP, DX — як розширення регістра AX у командах множення і ділення. Ці регістри є 16-розрядними, і складаються з двох однобайтових регістрів кожен: AX — з AH і AL, BX — з BH і BL і т. д.
Наступну групу утворюють шістнадцятирозрядні регістри SP, BP, SI, DI. Їх називають групою адресних й індексних регістрів. Вони можуть використовуватися як адресні або індексні регістри під час обробки масивів даних, а також як 16-розрядні регістри загального призначення (крім SP).
Шістнадцятирозрядні регістри CS, DS, SS, ES утворюють групу сегментних регістрів. У мікропроцесорі i80286 доступ до даних і коду програми в пам'яті здійснюється через сегменти розміром максимум 64 кбайт. Регістр CS визначає початок сегмента коду; регістр DS — початок сегмента даних; регістр SS — початок сегмента стеку, регістр ES — початок сегмента додаткових даних.